# Ģ
Ģ, ģ (G с седилью) — буква расширенной латиницы. Используется в латышском языке, где является 11-й буквой алфавита и обозначает звук [ɟ]. Противопоставляется глухому Ķ, который означает звук [c].
Буква часто встречается в словах иностранного происхождения, особенно в заимствованиях XVII века и раньше.
Буква (наряду с другими буквами с седилью) введена в латышский алфавит в 1908 году комиссией под руководством К. Мюленбаха, и в 1919 году эта версия алфавита была официально утверждена. При отсутствии в используемом шрифте символа Ģ он может замещаться буквосочетанием gj.
Буква также использовалась в саамском латинском алфавите середины 1930-х годов.